# Deutsche Internationale Schule Johannesburg
Die Deutsche Internationale Schule Johannesburg (DSJ) ist eine 1890 in Johannesburg gegründete Schule mit rund 1050 Schülern aus 38 Nationen (Stand 2021).

## Geschichte
Die Entstehung der Schule ist mit dem Wirken des Theologen Hermann Friedrich Ludwig Kuschke († 24. Juni 1927) eng verbunden. Die Familie des Gründers fühlte sich auch nach seinem Tod der Schulentwicklung verbunden. Einige Personen aus diesem Familienkreis übernahmen später wichtige öffentliche Ämter in Südafrika und konnten damit die Schule bei ihrer Entwicklung unterstützen. Georg Adolf Carl Kuschke, ein Sohn des Gründers, war Leiter des Transvaal Education Department und betätigte sich zudem als Initiator der Agricultural School in Polokwane. Verdienste für die Erweiterung des Schulgeländes erwarb sich Georg Siegfried Johannes Kuschke („Sieg Kuschke“, † 27. Juli 1971), ein Industrieller und Geologe, der als Spitzenmanager der Industrial Development Corporation wesentlich zur Industrialisierung Südafrikas nach dem Zweiten Weltkrieg beitrug.

## Schulprofil
Sie umfasst Kindergarten, Vorschule, Grundschule und weiterführende Jahrgangsstufen, die nicht dem dreigliedrigen Schulsystem entsprechen, die Abschlüsse nach den Jahrgangsstufen 9, 10 und 12 sind jedoch gleichwertig zu den entsprechenden Pendants in Deutschland. Wie in Südafrika üblich entsprechen die Schuljahre dem Kalenderjahr.
Der seit 2002 mögliche Besuch von nicht-deutschsprachigen Kindern im Kindergarten und der Vorschule dient der spielerischen Aneignung der Sprache, so dass der Übergang in die Jahrgangsstufe 1 der Grundschule möglich ist. Der im März 2006 eingeweihte Gebäudekomplex für alle Kindergarten- und Vorschulklassen erweiterte das Raumangebot der Schule, es konnten weitere Fachräume in der Grundschule eingerichtet werden und die Klassengröße fortgesetzt auf einem niedrigen Stand von etwa 20 Schülern gehalten werden.
Angelehnt an das deutsche Gymnasium bietet die Deutsche Internationale Schule Johannesburg ab 2009 Abiturabschlüsse nach 12 Schuljahren an, der letzte Jahrgang mit Abschluss nach 13 Jahren ist Ende 2009. Der 2007 eingeführte neue Bildungsgang stellt die Schüler in der zehnten Klasse vor die Wahlmöglichkeit, entweder den Kombinationszweig mit Abschluss mit dem Deutschen Internationalen Abitur und dem National Senior Certificate (NSC) oder den Zweig mit Abschluss nach dem NSC und zusätzlich das deutsche Sprachdiplom (DSD 2).

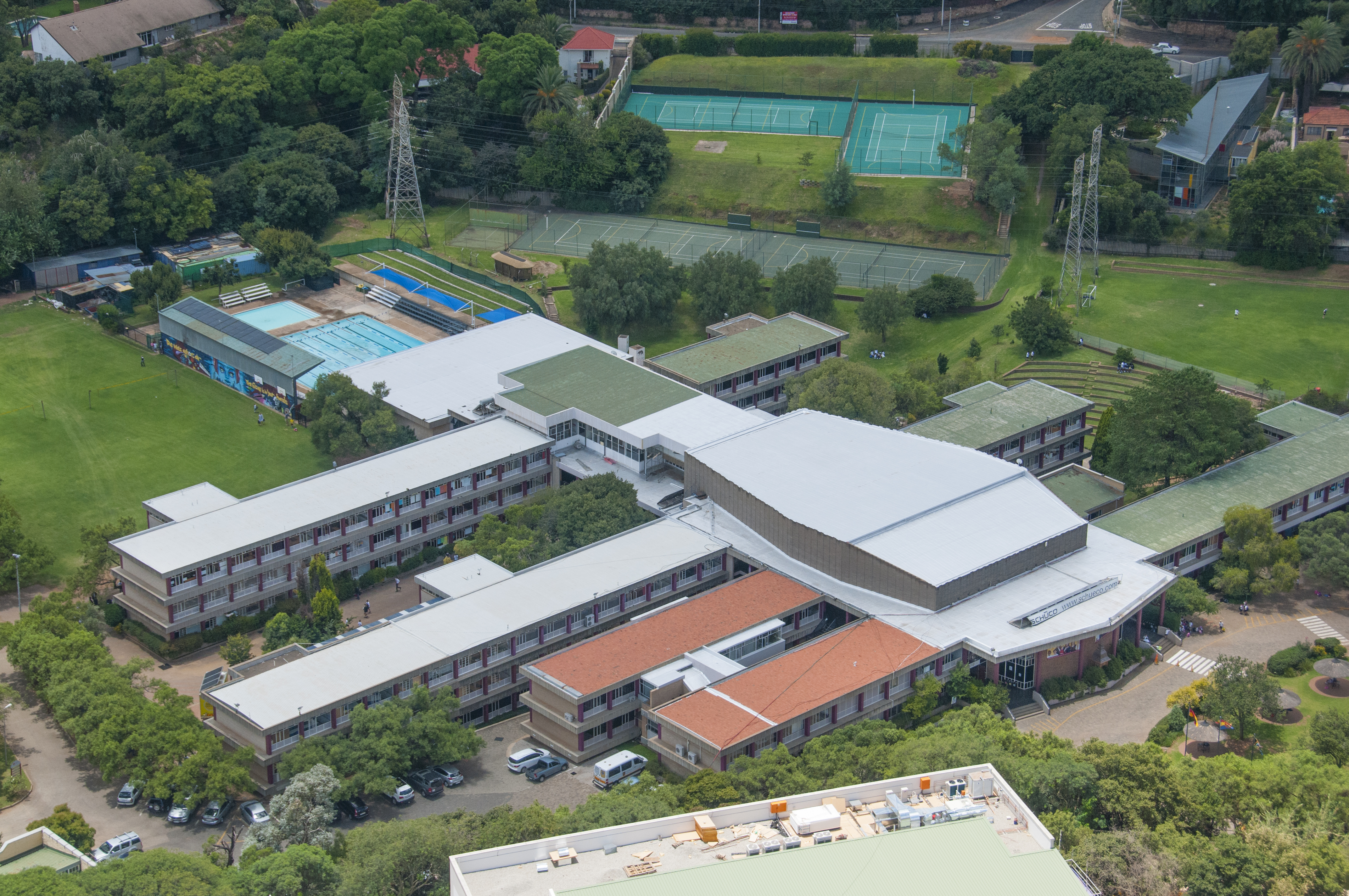
Gelände der Schule

Neben dem regulären Unterricht versteht sich die DSJ als Lern- und Lebensraum der Schüler. So gab es 2008 insgesamt 60 Neigungskurse und Arbeitsgemeinschaften, und auf dem knapp 8 Hektar großen Gelände sind großzügige Sportanlagen vorhanden. Weitere Schwerpunkte der Arbeitsgemeinschaften sind Musik, wie der Schulband, Instrumentalgruppen, Chöre und traditionelle deutsche Tanzstunden sowie Gruppen für Schach und Informatik.
Im Rahmen des Outreach Programms bietet die Schule samstags zusätzlichen Unterricht für ungefähr 80 Schüler aus 43 verschiedenen Grundschulen Sowetos an. Diese Kinder der vierten Klasse werden an der DSJ in Englisch, Mathematik, Kunst und Lebenskunde unterrichtet. Nach einem Jahr werden von diesen Schülern etwa 20 in die fünfte Klasse der DSJ aufgenommen, bis zur zehnten Klasse sind sie reguläre Schüler der DSJ mit Ausnahme des Deutschunterrichts.